# Корочкин, Александр Алексеевич
Алекса́ндр Алексе́евич Ко́рочкин (29 августа 1901, Санкт-Петербург, Российская империя — 2 января 1982, Воронеж, РСФСР, СССР) — советский военачальник, гвардии генерал-майор артиллерии (01.07.1944).

## Биография
Родился 29 августа 1901 года в Санкт-Петербурге.

### Военная служба

#### Гражданская война
В мае 1919 года был призван в РККА и зачислен в Петроградский запасной полк. В июле он был направлен на 2-е Петроградские курсы артиллерии, в составе которых участвовал в боях с войсками генерала Н. Н. Юденича под Петроградом. После окончания обучения с мая 1920 года командовал взводами в 7-м отдельном запасном артиллерийском дивизионе, 5-м отдельном сводном артиллерийском дивизионе ПВО и 1-й отдельной Петроградской батарее ПВО. С ноября 1920 года проходил службу в 56-й стрелковой дивизии Западного фронта, был командиром взвода учебной команды 167-го артиллерийского дивизиона, слушателем повторных курсов комсостава артиллерии, командиром взвода 166-го артиллерийского дивизиона, командиром учебного взвода дивизионной школы младших инструкторов артиллерии. С января 1922 года исполнял должность помощника командира учебного артиллерийского дивизиона Карельского района ПВО. В этой должности участвовал в боях с белофиннами в Карелии. На фронтах Гражданской войны был дважды ранен.

#### Межвоенные годы
С апреля 1922 года служил в 56-й стрелковой дивизии, последовательно занимая должности командира учебного взвода школы младших инструкторов артиллерии ПВО, адъютанта штаба артиллерии ПВО дивизии, командира взвода 56-го легкоартиллерийского дивизиона, командира взвода 1-го легкоартиллерийского дивизиона, пом. командира батареи 56-го стрелкового полка. В октябре 1926 года назначен командиром батареи в 43-м артиллерийском полку 43-й стрелковой дивизии ЛВО. С октября 1927 года — слушатель артиллерийских Краснознамённых КУКС в городе Детское Село, по окончании которых вернулся в 43-й артиллерийский полк, где продолжил службу в должностях командира дивизиона и врид начальника полковой школы, помощником командира полка по строевой части, а затем командира артиллерийского дивизиона 128-го стрелкового полка этой же дивизии. В марте 1937 года переведен в БВО на должность помощника командира по строевой части 2-го артиллерийского полка 2-й стрелковой дивизии. С июля исполнял должность помощника командира 13-го артиллерийского полка по строевой части 13-й стрелковой дивизии, а с апреля 1938 года командовал 52-м артиллерийским полком 52-й стрелковой дивизии в составе которой участвовал в походе Красной армии в Западную Белоруссию и в советско-финляндской войне 1939—1940 гг. Член ВКП(б) с 1939 года. С ноября 1940 года — начальник артиллерии 122-й стрелковой дивизии.

#### Великая Отечественная война
С началом войны в той же должности. До сентября 1941 года части дивизии в составе 14-й армии Северного (с 23 августа — Карельского) фронта участвовали в оборонительных боях в Карелии в районе Куолоярви и Алакуртти, затем отошли в район озера Верхний Верман и реки Нижний Верман, где заняли оборону и прочно удерживали этот рубеж, охраняя Кировскую железную дорогу и город Кандалакша. В ноябре 1942 года Корочкин был назначен начальником артиллерии 10-й гвардейской стрелковой дивизии, которая вела оборонительные бои на мурманском направлении. С января 1943 года и до конца войны командовал 15-й артиллерийской дивизией прорыва РГК. В январе—феврале 1943 года дивизия в составе 27-й армии Северо-Западного фронта участвовала в оборонительных боях восточнее Старой Руссы, затем в Демянской наступательной операции. В марте она была переподчинена Брянскому фронту и до середины октября 1943 года сражалась в составе 2-го артиллерийского корпуса прорыва. Участвовала в Курской битве, Орловской и Брянской наступательных операциях, в наступлении войск фронта на гомельском направлении. В середине октября 1943	года дивизия вошла в состав Прибалтийского (с 20 октября — 2-го Прибалтийского) фронта и в декабре в ходе Городокской наступательной операции освобождала город Городок. В июне 1944 года дивизия в составе войск Ленинградского фронта принимала участие в Выборгской наступательной операции и освобождении города Выборг. В январе—апреле 1945 года дивизия в составе 48-й армии 2-го Белорусского фронта и 11-й гвардейской армии 3-го Белорусского фронта участвовала в Восточно-Прусской наступательной операции, затем в составе 2-й ударной армии 2-го Белорусского фронта — в Берлинской наступательной операции.
За время войны комдив Корочкин был одиннадцать раз персонально упомянут в благодарственных приказах Верховного Главнокомандующего.

#### Послевоенное время
После войны с июля 1946 года генерал-майор артиллерии Корочкин командовал 30-й артиллерийской дивизией РГК. С марта 1951 года — заместитель командира 3-го артиллерийского корпуса. В декабре 1951 года он был направлен на учебу на ВАК при Высшей военной академии им. К. Е. Ворошилова, по окончании которых с ноября 1952 года исполнял должность командующего артиллерией 3-й армии. В декабре 1956 года он назначен заместителем командующего артиллерией Воронежского ВО. В июне 1958 года гвардии генерал-майор артиллерии Корочкин уволен в отставку. Умер 2 января 1982 года, похоронен на Юго-Западном кладбище в Воронеже.

## Награды
СССР
- орден Ленина (21.02.1945)[3][4];
- пять орденов Красного Знамени (24.01.1943[5], 28.03.1944[6], 01.10.1944[7], 03.11.1944[4][8], 15.11.1950[4][9]);
- орден Суворова II степени (22.06.1944)[10];
- три ордена Кутузова II степени (10.04.1945[11], 29.05.1945[12], 29.06.1945[13]);
- орден Александра Невского (07.09.1943)[14].
  - медали в том числе:
  - «За боевые заслуги» (28.10.1967)[15];
  - «XX лет Рабоче-Крестьянской Красной Армии» (1938)[13];
  - «За оборону Советского Заполярья» (1945);
  - «За победу над Германией в Великой Отечественной войне 1941—1945 гг.» (1945);
  - «За взятие Кёнигсберга» (1945);
  - «Ветеран Вооружённых Сил СССР» (1976).

Приказы (благодарности) Верховного Главнокомандующего в которых отмечен А. А. Корочкин.
1. За успешно проведенную операцию по прорыву сильно укрепленной обороны немцев к югу от города Невель. 21 декабря 1943 года. № 50;
2. За овладение городом и крупной железнодорожной станцией Териоки, важным опорным пунктом обороны противника Яппиля и захват свыше 80 других населённых пунктов. 11 июня 1944 года № 112;
3. За овладение штурмом городом Пшасныш, городом и крепостью Модлин — важными узлами коммуникаций и опорными пунктами обороны немцев. 18 января 1945 года. № 226;
4. За прорыв сильно укрепленной оборону немцев на южной границе Восточной Пруссии, вторглись в её пределы и овладение городами Найденбург, Танненберг, Едвабно и Аллендорф — важными опорными пунктами обороны немцев. 21 января 1945 года. № 239;
5. За овладение городом Браунсберг — сильным опорным пунктом обороны немцев на побережье залива Фриш-Гаф. 20 марта 1945 года. № 303;
6. За завершение ликвидации окружённой восточно-прусской группы немецких войск юго-западнее Кёнигсберга. 29 марта 1945 года. № 317;
7. За овладение городами и важными узлами дорог Анклам, Фридланд, Нойбранденбург, Лихен и вступили на территорию провинции Мекленбург. 29 апреля 1945 года. № 351;
8. За овладение городами Грайфсвальд, Трептов, Нойштрелиц, Фюрстенберг, Гранзе — важными узлами дорог в северо-западной части Померании и в Мекленбурге. 30 апреля 1945 года. № 352;
9. За овладение городами Штральзунд, Гриммен, Деммин, Мальхин, Варен, Везенберг — важными узлами дорог и сильными опорными пунктами обороны немцев. 1 мая 1945 года. № 354;
10. За овладение городами Росток, Варнемюнде — крупными портами и важными военно-морскими базами немцев на Балтийском море, а также заняли города Рибнитц, Марлов, Лаге, Тетеров, Миров. 2 мая 1945 года. № 358;
11. За овладение городом Свинемюнде — крупным портом и военно-морской базой немцев на Балтийском море. 5 мая 1945 года. № 362.

Других стран
- орден «Крест Грюнвальда» III класса (ПНР);
- медаль «За Варшаву 1939—1945» (ПНР);
- медаль «За Одру, Нису и Балтику» (ПНР);
- медаль «Победы и Свободы» (ПНР).